# Akrecja (biologia)
Akrecja – wzrost zachodzący za sprawą zwiększanie masy macierzy pozakomórkowej. W akrecji rozmiar i liczba komórek się nie zwiększa. Zwykle następuje podczas różnicowania się komórek tkanki. U człowieka występuje fizjologicznie w późniejszych fazach rozwoju płodowego Zaobserwowano korelacje między nieprawidłową kontrolą diety osób chorych na fenyloketonurię w okresie intensywnego wzrostu a akrecją masy kostnej.